# Subarktische Klimate
Die Subarktischen oder Borealen Klimate (von engl. Subarctic oder Boreal climate) sind eine alternative Gruppierung (2023) der Klimatypen Dfc, Dwc und Dsc (= Subtyp „c“, kalt) sowie Dfd, Dwd und Dsd (= Subtyp „d“, extrem kalt) der effektiven Klimaklassifikation nach Köppen & Geiger (1918 bis 1961). Sie grenzen diese sechs Klimate nach festgelegten hygrischen und thermischen Grenzwerten ein und untergliedern die Klimaklasse D zusammen mit den Feuchten Kontinentalklimaten. Die Subarktischen Klimate umfassen weitgehend die gesamte kaltgemäßigte Zone der Nordhalbkugel und grenzen im Wesentlichen die Klimate der borealen Nadelwälder ein; lediglich Dfc und Dwc kommen in sehr kleinen Gebieten auf der Südhalbkugel vor.
Köppens Grenzwerte sind (trotz oder wegen der erheblichen Vereinfachungen im Vergleich mit anderen Systemen) bis heute weltweit die am häufigsten verwendeten Klimaschlüssel in klimageographischen Zusammenhängen. In deutschsprachigen Veröffentlichungen wird zumeist die übliche Untergliederung nach Köppen und Geiger verwendet, in englischsprachigen die alternative Version nach Kottek et al.
Der Begriff Subarktisches Klima wird auch unabhängig von den Köppen-Klimaten verwendet, um verschiedene Klimate und Klimabedingungen im Übergang zwischen Nordpolarzone und gemäßigter Zone zu bezeichnen.

## Bezeichnung und Klassifikation
Um Verwechslungen mit den Klimaten anderer Systeme oder den „klassischen“ Klimazonen zu vermeiden, empfahl bereits Köppen, vorrangig die kryptischen Bezeichnungen zu verwenden.
Die insgesamt 30 Klima-Untertypen dieses Systems sind durch jeweils zwei oder drei Buchstaben gekennzeichnet, die für bestimmte Wärme- und Wassermangelgrenzen für den Pflanzenwuchs stehen (Schwellenwerte und Andauerzeiten der Temperaturen und Niederschläge). Sie bilden die wesentlichsten klimatischen Ansprüche der großen Pflanzenformationen der Erde ab. Trotz einiger fachlicher Unzulänglichkeiten und etlicher „technischer“ Klimate, die keinen Bezug zu einer hauptsächlichen Vegetation haben (gilt mehr oder weniger für jedes einzelne D-Klima, nicht jedoch für die Gruppe der subarktischen Klimate als Ganzes), hat sich die Klimakarte von Köppen & Geiger in der Klimageographie weltweit in etlichen (etwa digitalen) Überarbeitungen und Ableitungen etabliert.

### Klassische Untergliederung
Köppen gliederte die Klimate streng logisch nach seinem Schlüssel, sodass den Hauptklimaten der Klimaklassen C und D jeweils ein dritter Buchstabe (weitere Differenzierung nach Sommerwärme und Winterkälte von a bis c bzw. d) angefügt wurde. Auf diese Weise entstehen drei Haupttypen der „Schneewaldklimate“ D mit je vier möglichen Untergruppen.

### Moderne Untergliederung
Nimmt man die Verteilung der natürlichen Vegetation als Indikator der zugehörigen Klimate, erscheint die „technische“ Vorgehensweise Köppens wenig passend. Vor diesem Hintergrund gibt es moderne Umsetzungen, die sich mehr an den realen Verhältnissen bzw. den Klimazonen orientieren, sodass andere Kombinationen gruppiert werden. So wird etwa die Klimaklasse D alternativ in die beiden Hauptgruppen Feuchte Kontinentalklimate (dritter Buchstabe a und b) und Subarktische Klimate (dritter Buchstabe c und d) gegliedert. Insbesondere letztere erscheint sinnvoll, da die Vegetation aller (Unter-)Klimate mehr oder weniger die gleiche ist.

## Grenzwerte
D = Der kälteste Monat hat eine Temperatur von weniger als 0 °C bzw. −3 °C (abhängig davon, welche Isotherme benutzt wird), der wärmste Monat liegt über 10 °C.
f = Fehlende Trockenzeit, alle Monate haben ausreichende Niederschlagsmengen; der trockenste Monat hat mindestens 30 mm Niederschlag.
w = Periodisch wintertrockenes Klima: Der feuchteste Monat des Sommers ist mindestens zehnmal so niederschlagsreich wie der trockenste des Winters. Ursache ist der starke Monsuneinfluss.
s = Periodisch sommertrockenes Klima: Der feuchteste Monat des Winters ist mindestens dreimal so niederschlagsreich wie der trockenste des Sommers, der weniger als 40 mm aufweist.

| Subtyp „c“, kalt:         |  Dfc | (winterfeuchtkalt) |  Dwc | (periodisch wintertrocken) |  Dsc | (sommertrocken) |
| Subtyp „d“, extrem kalt:  |  Dfd | (winterfeuchtkalt) |  Dwd | (periodisch wintertrocken) |  Dsd | (sommertrocken) |
| Datengrundlage: 1980–2016 |      |                    |      |                            |      |                 |

## Zonale Ausprägung und Verbreitung – allgemein
Fasst man das flächenmäßig sehr große Dfc-Klima mit den vergleichsweise kleinen Flächen der anderen subarktischen Klimate zusammen – und betrachtet dabei nur die zonale Vegetation, die in den unteren Höhenstufen vom weltumspannenden Klima nach Breitengraden abhängt – wird trotz der wenigen Klimaparameter recht gut die wesentliche Verbreitung der borealen Nadelwälder (Taiga) einschließlich der Waldtundren der Nordhalbkugel wiedergegeben (siehe auch Vor- und Nachteile der Köppen-Klassifikation). Hinzu kommen einige Gebirgsklimate der kühlgemäßigten und subtropischen Zone, die (bedingt) differenziert werden können (siehe jeweils „Extrazonale Ausprägung und Verbreitung“ im Folgenden).
In einigen Gebieten mit diesem Klima liegt auch die Jahresmitteltemperatur unter dem Gefrierpunkt, sodass sich ein Permafrostboden gebildet hat.
Die subarktischen Klimatypen reichen auf der Nordhalbkugel in einem zwischen 700 und 2500 km breiten Gürtel – der bis zu einem Drittel nördlich und maximal bis zu drei Vierteln südlich des nördlichen Polarkreises liegt – um die gesamte Erde. Er umfasst dort alle Tiefländer, Mittel- und Vorgebirge Alaskas; des weitaus größten Teil Kanadas (südlich der baumlosen Tundren und nördlich der Prärien und Laubmischwälder); ganz Norwegens (außer einem schmalen Küstenstreifen vom Polarkreis südwärts); fast ganz Nordschwedens; Finnlands (außer den südlichen Küsten); vom Ladogasee in einer nur vom Ural nach Süden ausgebuchteten recht gerade Linie bis zum russischen Altai und schließlich entlang der Nordhänge der südsibirischen Gebirge ganz Sibiriens und der Halbinsel Kamtschatkas.

## Vergleiche
Das „Boreale Klima“ E nach Trewartha wird über die Dauer der Monate über bzw. unter 10 °C bestimmt. Bei Troll & Paffen werden die „Borealklimate“ II.1, 2 und 3 über die Temperatur des wärmsten und/oder kältesten Monats bzw. der Jahresamplitude oder der Vegetationsdauer und die natürliche Vegetation definiert.

## Subtyp „c“
c = Ein bis drei Monate liegen über 10 °C. Winterkalt und kontinental: Der kälteste Monat liegt zwischen 0 und −38 °C.
Von dichten bis offenen Wäldern bis hin zu lichten Waldtundren, die im Wesentlichen durch die vier Nadelholz-Gattungen Fichten, Kiefern, Tannen und Lärchen sowie einige Weichlaubhölzer – vor allem Birken und Espen – geprägt werden, sind in diesem Subtyp alle Formen der Taiga-Vegetation vertreten. In den vergleichsweise kleinen Regionen ozeanischer Prägung (etwa West-Alaska, Skandinavien, Kamtschatka) wachsen gegen die Waldgrenze zum Teil flächendeckende Birkenwälder, in den weniger kontinentalen, feuchteren Klimaregionen dominieren Fichten und Tannen („Dunkle Taiga“) und in den extrem kontinental-trockenen Regionen Lärchen und Kiefern („Helle Taiga“). Köppens Klimaschlüssel sind hier jedoch wenig geeignet, um die Unterschiede nachzuzeichnen.

### Dfc-Klima
Das dauernd ausreichend feuchte Dfc-Klima – von Köppen auch „Birkenklima“ genannt, nach der Übersetzung der englischen Bezeichnung Subarctic climate auch als („eigentliches“) Subarktisches Klima bezeichnet – grenzt den Großteil der ozeanisch bis kontinentalen Klimate der borealen Nadelwälder ein.

#### Extrazonale Ausprägung und Verbreitung
Hinzu kommen montane Nadelwaldklimate der kühlgemäßigten, ausreichend feuchten Regionen: etwa in den Rocky Mountains, sämtlichen Hochgebirgen Europas sowie sporadisch in den westlichen Hochgebirgen Hochasiens und den Gebirgen Japans. Diese Bergwälder entsprechen floristisch und strukturell weitgehend dem borealen Nadelwald des hohen Nordens. Die Anpassungen der Pflanzen machen sich weniger in der Artenzusammensetzung, sondern eher in den Wuchsformen bemerkbar.
Bei der hier verwendeten Kartenumsetzung finden sich einige extrem kleine Bereiche des Dfc-Klimas auch in oder nahe der südlichen Anden sowie in einigen isolierten Regionen der Südinsel Neuseelands (in beiden Regionen dominieren Scheinbuchenwälder) und im Kosciuszko-Nationalpark Australiens (Eukalyptuswald bzw. alpine Matten). Eine Verbreitung auf der Südhalbkugel ist jedoch nicht bei allen Anwendungen der Köppenformeln der Fall.

#### Beispiele (zonal und extrazonal)
- Wood-Buffalo-Nationalpark, Alberta, Kanada[10]
- Akami-Uapishkᵘ-KakKasuak-Mealy-Mountains-Nationalpark, Newfoundland and Labrador, Kanada[11]
- Grand Mesa (Colorado), USA[12]
- Nationalpark Muddus, Norrbotten, Schweden[13]
- Gipfelplateau Brocken, Sachsen-Anhalt, Deutschland[14]
- St. Moritz, Graubünden, Schweiz[15]
- UNESCO-Welterbe Urwälder von Komi, Republik Komi, Russland[16]
- Oljokminski Naturreservat, Sacha, Russland[17]
- 40 km südöstlich des Nationalpark Perito Moreno, Santa Cruz, Argentinien[18]
- Region um den Mount Kosciuszko, New South Wales, Australien[19]

### Dwc-Klima
Das periodisch wintertrockene, kontinentale Dwc-Klima – Monsunbeeinflusstes subarktisches Klima, nach Übersetzung der englischen Bezeichnung Monsoon-influenced subarctic climate, von Köppen auch „Nertschinskisches Klima“ genannt, – grenzt im Wesentlichen boreale Klimate in Ostasien ein, die von „heller Taiga“ (Hauptbaum: Dahurische Lärche) bestanden sind, jedoch ebenso Waldsteppen und Steppen der Mongolei und in Nordamerika kleine Bereiche in Tundren.

#### Extrazonale Ausprägung und Verbreitung
Auch im Dwc-Klima finden sich in Ostasien Bergwälder größerer Höhen, die vor allem von Fichten- und Tannenarten gebildet werden. Nach der hier verwendeten Kartenumsetzung finden sich auch sehr kleine isolierte Klimainseln in den Drakensbergen von Lesotho (Afrika) mit baumloser Hochgebirgsvegetation.

#### Beispiele (zonal und extrazonal)
- Northway (Alaska), USA[20]
- Olchon-Insel, Baikalsee, Russland[21]
- Mörön, Mongolei[22]
- Yushu, Qinghai, China[23]
- Aldoma-Bucht, Region Chabarowsk, Russland[24]

### Dsc-Klima
Das kontinentale Dsc-Klima – Sommertrockenes subarktisches Klima, nach Übersetzung der englischen Bezeichnung Dry-summer subarctic climate – umfasst als zonales Klima vor allem etliche Regionen im Nordwesten und hohen Norden Nordamerikas sowie in Ostsibirien. Die Zuordnung bestimmter Vegetationstypen ist hier noch unklarer als beim Dwc-Klima.
Die Ds-Klimate ergänzen die 11 Hauptklimate Köppens als zwölfter Typ, da er selbst 1931 kein Ds-Klima annahm und 1936 schrieb, dass es kaum vorkäme. Auch auf den Geiger-Karten wird es nicht ausgewiesen.

#### Ausprägung und Verbreitung
Im Gegensatz zu den anderen subarktischen Klimaten finden sich im zonalen Dsc-Klima neben Nadelwäldern auch baumlose Tundren und lichte Waldtundren, in subtropischen Hochgebirgen (s. u.) zudem ausschließlich alpine, baumlose Matten, sodass sie dort dem zonalen Tundrenklima ähneln.
Nach der hier verwendeten Kartenumsetzung gehören große Bereiche der zonalen subarktischen Klimate entlang der nordamerikanischen Festlandküsten des Arktischen Ozeans und in den borealen Kordilleren sowie in Ostsibirien zu Dsc; entsprechende Gebirgsklimate finden sich ebenfalls in hohen Lagen der amerikanischen Kordilleren bis Kalifornien, in kleinen Bereichen der innertürkischen Gebirge und ausgeprägt in den westlichen Gebirgen Hochasiens, insbesondere im afghanischen Koh-e Baba – überall in Höhen über 3000 Meter. Über den Online-Klimakartendienst mapresso (siehe Beispiele) sind sie wesentlich seltener zu finden. Ursache ist die Verwendung einer anderen 0 °C-Isotherme.

#### Beispiele (zonal und extrazonal)
- Faro, Yukon-Territorium, Kanada[27]
- Mount Dana, Yosemite-Nationalpark, Kalifornien, USA[28]
- Direktaş (Berg im Aladağlar Nationalpark), Süd-Türkei[29]
- Band-e-Amir-Seen, Hindukusch, Afghanistan[30]
- Sïen Küöl, Sacha, Russland[31]

## Subtyp „d“
d = Ein bis drei Monate liegen über 10 °C. Extrem winterkalt und extrem kontinental: Der kälteste Monat liegt unter −38 °C.
In diesen Regionen liegt der Kältepol aller bewohnten Gebiete der Erde. Da das Sommerhalbjahr jedoch ausreichend lang Wärme bringt, können hier trotz der Winterkälte noch Bäume wachsen. Auch heiße Sommertage sind möglich (siehe beispielsweise Hitzewelle in Sibirien 2020).

### Verbreitung und Ausprägung
Sämtliche d-Typen der Klimaklasse D liegen in der Nordhälfte der russischen Republik Sacha (früher Jakutien) im Osten Sibiriens.
Die Vegetation dieser „ostsibirischen Klimate“ umfasst lichte boreale Lärchenwälder („helle Taiga“) im westlichen Tiefland, die sich im ostsibirischen Bergland mit Wald- und Strauchtundren mosaikartig abwechseln. Der gebirgige Teil wird vom WWF als Ökoregion „Taiga Nordost-Sibirens“ geführt. Die vorherrschenden Bäume dort sind Cajanders Lärche und Moorbirke, mit einer Bodendecke aus Zwergkiefer und Flechten sowie einem großen Reichtum an Blumen. Eine klare Abgrenzung zu den umliegenden Wäldern im Dfc-Klima ist jedoch nicht möglich. Dies gilt umso eindeutiger für die Untergruppen Dfd, Dwd und Dsd im Einzelnen (siehe auch Vor- und Nachteile der Köppen-Klassifikation).

### Dfd-Klima
Das Dfd-Klima – von Köppen nicht anders genannt, Extrem kaltes subarktisches Klima, nach Übersetzung der englischen Bezeichnung Extremly cold subarctic climate, ist die extrem winterkalte Form der Df-Klimate.

#### Beispiele
- Jakutsk, Sacha, Russland[32]
- Werchojansk, Sacha, Russland[33]
- Ust-Maja, Sacha, Russland[34]

### Dwd-Klima
Das Dwd-Klima – Monsunbeeinflusstes extrem kaltes subarktisches Klima, nach Übersetzung der englischen Bezeichnung Monsoon-influenced extremely cold subarctic climate, von Köppen auch „Jakutisches Klima“ genannt, – ist die extrem winterkalte Form der Dw-Klimate.

#### Beispiele
- Ust-Nera, Sacha, Russland[35]
- Oimjakon, Sacha, Russland[36]

### Dsd-Klima
Das Dsd-Klima – Mediterran beeinflusstes extrem kaltes subarktisches Klima, nach Übersetzung der englischen Bezeichnung Mediterranean-influenced extremely cold subarctic climat – ist die extrem winterkalte Form der Ds-Klimate. Nach der hier verwendeten Karte liegt der Westen des Bezirks Bulunski ulus in diesem Klimatyp.

#### Beispiele
Die Umsetzung im Online-Dienst climate.mapresso.com weist kein Dsd-Klima auf.